# Dueodde
 For alternative betydninger, se Dueodde (flertydig). (Se også artikler, som begynder med Dueodde)
Dueodde er Bornholms sydlige spids.
Stranden er kendt for sit meget fine hvide sand. Området omkring Dueodde var oprindelig et stort sandflugtsområde, men det blev i 1800-tallet beplantet med fyrretræer, hjælme og marehalm for at begrænse sandflugten. I dag er knap 850 hektar omkring Dueodde fredet af flere omgange, og der er specielle fredningsregler omkring sommerhusene i området.
Dueoddes sand er flyvesand og anses for at være Europas fineste. I fjerpennenes og blækkets tid blev det strøet over et brev, for at det ikke skulle smitte af på det næste. Dueodde-sand kan endvidere anvendes i timeglas og bruges til sandpapir. Sandet danner klitter, der flytter sig. Det vældige klitområde ved Dueodde knytter sig til sandstrandområdet, der går fra Hasle, fortsætter mod syd til Rønne og går via Arnager, Sose, Boderne, Dueodde og via Balka Strand til Nexø – et næsten ubrudt sandområde på omkring 30 km.
På Dueodde findes det 47 m høje Dueodde Fyr.